# Francis Ribère
Pas d'image ? Cliquez ici

a Compétitions nationales et continentales officielles uniquement.

b Matchs officiels uniquement.
Francis Ribère, né le 13 mai 1943 à Saillagouse (Pyrénées-Orientales), est un joueur français de rugby à XV et international français de rugby à XIII évoluant au poste de pilier dans les années 1960 et 1970.
Après une première partie de carrière en rugby à XV au Stadoceste tarbais, Francis Ribère opte pour l'autre code de rugby, le rugby à XIII, et signe à l'A.S. Saint-Estève avec lequel il remporte le Championnat de France en 1971 et la Coupe de France en 1972. En 1974, il rejoint le XIII Catalan.
Fort de ses performances en club, il compte 1 sélection en équipe de France.

## Palmarès

### Rugby à XIII
- Collectif :
  - Vainqueur du Championnat de France : 1971 (Saint-Estève).
  - Finaliste de la Coupe de France : 1972 (Saint-Estève).